# Strömfors (naturreservat)
Strömfors är ett naturreservat i Malå kommun i Västerbottens län.
Området är naturskyddat sedan 1995 och är 76 hektar stort. Reservatet ligger i en norrsluttning mot Malån och orten Strömfors. Reservatet består av tall- och granskog och i delar är skogen sumpig.